# Larnagol
Larnagol település Franciaországban, Lot megyében. Lakosainak száma 136 fő (2022. január 1.). Larnagol Cajarc, Calvignac, Marcilhac-sur-Célé, Saint-Chels, Saint-Martin-Labouval és Sauliac-sur-Célé községekkel határos.

## Népesség
A település népességének változása:
| Lakosok száma | 182  | 177  | 159  | 138  | 135  | 133  | 137  | 138  | 137  | 136  |
|               | 1968 | 1982 | 1990 | 2006 | 2013 | 2015 | 2017 | 2019 | 2020 | 2022 |